# Arnold, Pennsylvania
Arnold là một thành phố thuộc quận Westmoreland, tiểu bang Pennsylvania, Hoa Kỳ. Năm 2010, dân số của xã này là 5157 người.